# Villasorda
Villasorda es un lugar del municipio español de Merindad de Montija, perteneciente a la provincia de Burgos, en la comunidad autónoma de Castilla y León.

## Historia
Villasorda habría sido en algún momento cabecera de distrito municipal. Hacia mediados del siglo XIX, el lugar, ya menguante y agregado al término de Noceco, tenía contabilizada una población de 8 habitantes. Aparece descrito en el decimosexto y último volumen del Diccionario geográfico-estadístico-histórico de España y sus posesiones de Ultramar de Pascual Madoz con las siguientes palabras:

VILLASORDA: l. en la prov., aud. terr., c. g. y dióc. de Búrgos, part. jud. de Villarcayo; este antiquísimo pueblo, cab. de distrito en algun tiempo, ha ido desapareciendo poco á poco, y hoy se halla reducido á solo una casa y una ermita sin culto; tenia bastante terreno y sus ordenanzas eran privilegiadas para pasto del ganado merino; hace cuatro años que con intervencion de la Diputacion provincial, se agregó su térm. á Noceco con el cual se incorpora tambien su riqueza; mas en lo ecl. continua como anejo de Bercedo del que ha dependido siempre. Confina con Noceco, Bercedo y Quintanilla Sopeña, con los cuales tenia y tiene mancomunidad de pastos. pobl.: 2 vec., 8 alm. cap. prod.: 6,000 rs. imp.: 169.
(Madoz, 1850, p. 287)

Como Noceco, pasó a formar parte del municipio de Merindad de Montija.